# Albinism ocular
Albinismul ocular este cunoscut mai ales geneticienilor și oftalmologilor.
Forsius, Eriksson și colaboratorii au descris pentru prima dată sindromul omonim la o familie bolnavă de peste cinci generații, dintre care câteva duzini de cazuri au fost analizate.

## Acronime canonice
- SOIA sindromul oftalmic al insulelor Aaland (în limba română);
- AIED de la Aaland Island Eye Disease (în limba engleză).

## Simptome, semne clinice
Sindromul este caracterizat de asocierea aproape patognomonică a unui 
- astigmatism miopic sever, cu
- protanopie,
- depigmentare cu paloare mare la fundoscopie  și
- electro-retinogramă modificată atât scotopic cât și fotopic.
- transmitere legată de sex.